# Château de Goseck
Le château de Goseck est un château fort puis une ancienne abbaye bénédictine à Goseck, dans le Land de Saxe-Anhalt et le diocèse de Magdebourg.

## Histoire
Un premier château est mentionné pour la première fois entre 881 et 899 dans un répertoire de la dîme de l'abbaye de Hersfeld. En 1041, les fils du comte Palatin Frédéric de Goseck (de), plus tard Adalbert, futur archevêque de Brême, Dedo et Frédéric II, font démolir le château et construire un monastère bénédictin, qui est consacré en 1053 par Adalbert de Brême.
De l'église abbatiale consacrée en 1053, les parties orientales (transept avec croisement et chœur) et la crypte sont encore conservées aujourd'hui. Au lieu de la nef construite au XIIIe siècle, le château actuel est construit par Bernhard von Pölnitz (de) à partir de 1609. L'église est rénovée en 1997.
Le monastère est sécularisé en 1540 à la suite de la Réforme protestante et converti en un manoir. Le premier propriétaire du manoir Georg von Altensee (ou Altensehe) et son frère Lamprecht von Altensee. En 1594, Franz von Königsmarck reçoit Goseck après avoir épousé Katharina de Hoym, veuve de Bernhard von Pölnitz. Ils font reconstruire l'église abbatiale à la place de la chapelle du château. En 1684, Amalie von Pöllnitz, veuves des deux fils de Franz von Königsmarck, hérite du château. Le château change ensuite beaucoup de propriétaires.
Le château de Goseck reste jusqu'à la réforme agraire en 1945 la possession de la famille von Zech-Burkersroda (de), puis sert temporairement comme grenier, puis devient l'auberge de jeunesse "Arthur Weisbrodt" avec des lits et un lycée polytechnique. De 1989 à 1997, il accueille l'école primaire. La Fondation Palaces, Châteaux et Jardins de Saxe-Anhalt reprend le château en 1997 et commence à sauvegarder le bâtiment.
Après la fin des travaux à l'automne 1998, s'installe un « centre européen de la culture et de la musique » qui organise principalement des concerts de musique ancienne. Il y a des chambres et un restaurant. En 2006, des salles informent sur le cercle de Goseck.